# ジェイ・ウエスト
ジェイ・ウェスト（英名：Jai West、1976年10月24日 - ）はカナダのバンクーバー出身の俳優である。

## 略歴
フランス人の父と、日本人の母を持つ。
10代のころからアメリカの映画やテレビドラマに出演していたが、日本でも1990年代後半から映画やドラマなどに出演するようになり、活動の拠点を広げる。
俳優業とともにスポークン・ワードプロジェクト「LOTUS CHAMELiON」としての表現活動も行う。2018年からカナダ版『料理の鉄人』である番組『アイアン・シェフ・カナダ』の美食アカデミー主宰者となる。なお、同番組では本家・初代主宰（鹿賀丈史）の甥の息子という設定である。

## 出演

### 映画
- SURVIVE STYLE5+（2004年公開） 空き巣3人組・J 役
- ため息の理由（2005年公開） 井原輝也 役
- 13の月（2006年公開） 森達也 役
- 46億年の恋（2006年公開）
- ハチミツとクローバー（2006年公開）
- 天狗外伝（2007年公開） ルイ 役
- Cherry Girl（2006年、DVDリリース） 堀田譲二 役
- HAZARD（2006年公開） リー 役
- 東京の嘘（2007年公開） 田村隆 役
- good people（2019年公開） ビリー 役

### テレビドラマ
- 地球大爆破「WORST CONTACT」（2000年、BS-i） ケララ 役
- SMAP×SMAP特別編 Smap Short Films「BUS☆PANIC!!」（2001年12月、関西テレビ） ヒロシ 役
- 世にも奇妙な物語 '01秋の特別篇「ママ新発売」（2001年12月、フジテレビ） ジャック 役
- 私立探偵濱マイク「21世紀の男」（2002年、読売テレビ） ジェイク 役
- 怪奇大家族（2004年10月-12月、テレビ東京） 十中九十郎 役
- X'smap〜虎とライオンと五人の男〜（2004年12月、フジテレビ）
- おじいさん先生（2007年7月-9月、日本テレビ） 仲手川 役

### Vシネマ
- ゼロワン Others 仮面ライダー滅亡迅雷（2021年） - リオン＝アークランド / 仮面ライダーザイア 役[2]

### CM
- HOYAアイシティ「透明人間」篇（1998年） - 出演
- JR東日本・SNOW TRAiN「やっぱ新幹線」篇（1999年） - 出演、ナレーション
- isai.net「筆談 fight」篇（2000年）　- 出演
- ロッテ・ノータイム「足軽」篇（2001年）　- 出演
- goo×SURVIVE STYLE5+「3人組」篇（2004年）　- 出演
- スバル・R1｢燃費｣篇（2005年）- 声の出演｡
- 日清・とんがらし麺「とんがらしMEN」篇（2005年）　- 出演
- au「EZテレビ」篇（2005年）　- 出演
- 東京ガス・ガス・パッ・チョ「ベートーベン」篇（2006年） - ベートーベン役
- サントリー・ゲータレード「MIX SPORTS」篇（2006年）　- ナレーション